# Národní rada obnovy
Národní rada obnovy je neregistrovaným spolkem v České republice, který si klade za cíl nabídnout alternativu vládnímu řešení nepříznivé situace v Česku, jež nastala především v souvislosti s invazí vojsk Ruské federace na Ukrajinu v únoru r. 2022. Situaci spolek považuje za krizi mimo jiné společenskou, ekonomickou a ekologickou. Spolek působí na sociálních sítích, účastí na protivládních protestech v r. 2022, prostřednictvím osobních profilů jeho členů. Aktivní je veřejně nejpozději od začátku listopadu 2022.
Představitelé uskupení se podíleli na protestních akcích, jejichž pořadatelé jako Jaroslav Vrabel bývají označováni za součást dezinformační scény, případně komunikovali s médii nebo způsoby, které komunikaci této scény následují. Přední osobnost Národní rady obnovy, aktivista Jiří Havel, měl na konci prosince r. 2022 na svém facebookovém profilu až 4,4 tisíc sledujících. Lidé jako Jiří Havel nebo třeba Zdeněk Jandejsek, které na svém webu spolek uvádí, vystoupili i na výrazně mediálně pokrývané protivládní demonstraci „Česká republika na 1. místě!“ dne 3. září 2022, které se zúčastnily řádově desítky tisíc lidí.

## Osobnosti a cíle spolku
Hlavními tvářemi spolku jsou především Jiří Havel, hudební skladatel a specialista na marketing, Vladimír Štěpán, specialista na plynárenství a teplárenství, Zdeněk Jandejsek, bývalý prezident Agrární komory ČR, nebo Martin Koller, penzionovaný vojenský analytik a redaktor Ministerstva obrany.
Témata, jež si vytyčují jako problémy k řešení, jsou energetika, přírodní zdroje, hospodářství, zdraví, otázka vojenské neutrality země, svrchovanost tuzemského rozhodování v politice i ekonomice, zachování národní měny, svoboda projevu, zachování kulturní nebo etnické skladby českého obyvatelstva.
Řešeními, která spolek navrhuje, jsou hlavně:
- vytvoření soběstačnosti ve výrobě a dodávkách elektřiny, odstřižení od tzv. lipské burzy;
- uzavření přímých kontraktů s dodavateli plynu;
- podpoření českého zemědělství a průmyslu, odebrání zvýhodnění zahraničním firmám nebo dovozcům;
- odmítnutí eura nebo plánů na ukončení plateb hotovostí náhradou za jedině elektronické;
- zastavení podpory války na Ukrajině a přechod k neutralitě po vzoru Rakouska nebo Švýcarska;
- posílit vymáhání práva ve vodárenství a převzít kontrolu nad ním spolu s ústavní garancí práva na vodu;
- politika zabraňující ekonomické imigraci do Česka a zajišťující návrat ukrajinských uprchlíků po skončení války do vlasti[pozn. 2].

## Další aktivity spolku nebo jeho osobností
Někteří členové spolku se účastnili již dřívějších protestních akcí, namířených proti vládní politice v Česku, případně se dopouštěly výroků nebo činů, které se staly cílem kritiky.
Jiří Havel vystupoval na demonstracích uskupení Otevřeme Česko a byl i kandidátem na jejich listině ve sněmovních volbách r. 2021, kritizoval ale i protiepidemická opatření a úvahy o zavedení povinného očkování, oboje ve spojitosti s pandemií covidu-19, mediální pozornosti se mu ale dostalo především kvůli návrhům na léčbu covidu-19 alternativními způsoby, třeba ivermektinem nebo sloučeninami chloru, které oslovení odborníci přitom považovali za zdraví nebezpečné.
Martin Koller pak byl hostem vysílání Českého rozhlasu v březnu r. 2022, kde byl tázán moderátorkou ohledně dění na Ukrajině po ruské invazi. Tehdy například řekl, že ukrajinští bojovníci jsou spíše žoldnéři, zatímco vojáci mají být na útěku ze země, a při bojích využívají podobně jako Islámský stát civilisty jako živé štíty, dále kritizoval činnost některých bojových uskupení, jako je Azov, která považoval za "zločinecké bandy". Za své informační zdroje uvedl opakovaně zkušenosti z terénu a blíže nespecifickované osoby z USA nebo Ukrajiny. Český rozhlas se následně za tento rozhovor omluvil, protože jej považoval za projev názorů Kollera, a nikoliv podložený fakty.
Tváře spolku dávaly rozhovory více různým webům nebo publikovaly na takových, která lze považovat za dezinformační.
Národní rada obnovy spolupracuje s Aliancí kulatého stolu, jež má za cíl spojit českou vlastenecky nebo nacionálně smýšlející scénu a prosadit v opozici vůči tzv. liberální demokracii a vůči spolupráci s velmocemi (USA, Rusko) formu vlády, jež by v podstatě znamenala korporativistickou exekutivu vedle funkčního parlamentu. S jmenovanou aliancí jsou partnery často i radikální nebo extremistické nacionalistické strany jako Národní demokracie nebo DSSS.